# Cricket Club Baarn
Cricket Club Baarn was de cricketvereniging van Baarn in de provincie Utrecht. 
De Cricket Club Baarn begon haar activiteiten in 1996 als zusterorganisatie van de Baarnse hockeyclub BMHV. In 2001 werd de Cricket Club Baarn een zelfstandige vereniging. Rond 2010 telde zij circa 25 spelende leden en kwam zij met een team uit in de 3e klasse van de KNCB. Gespeeld werd op Sportpark Ter Eem in Baarn (kunstgrasvelden voorzien van Nottsweave cricketpitch), waarbij gebruikgemaakt werd van de faciliteiten & clubhuis van de BMHV. De laatste jaren werd gebruik gemaakt van de faciliteiten van SV Baarn. Toen het ledenaantal terugliep en de veldhuur opliep werd de vereniging in 2016 officieel opgeheven.